# Dąbrówka Wielkopolska

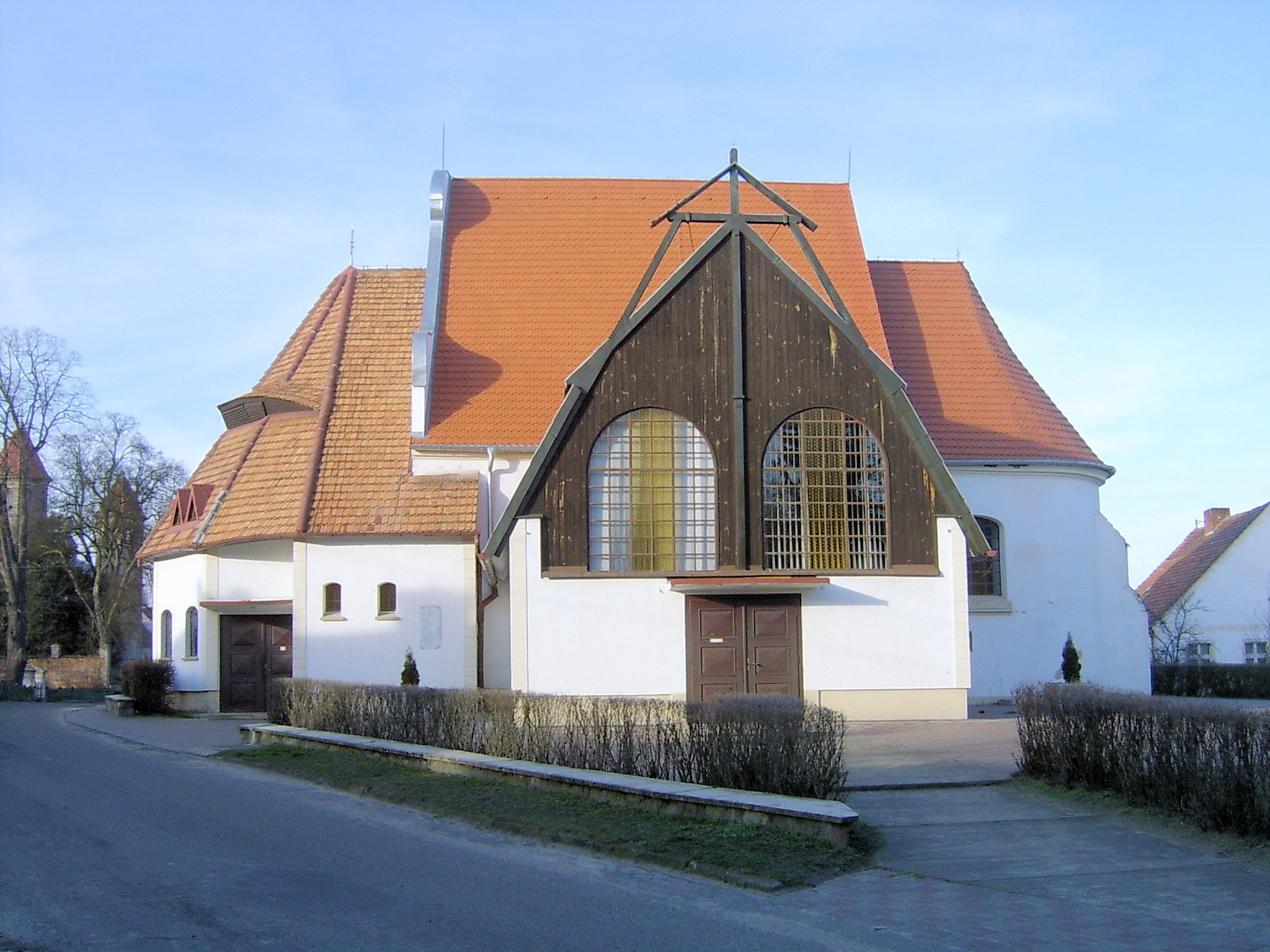
Kościół pw. Niepokalanego Poczęcia NMP

Dąbrówka Wielkopolska (pol. hist. Dąbrówka, niem. Groß Dammer) – wieś w Polsce położona w województwie lubuskim, w powiecie świebodzińskim, w gminie Zbąszynek.
W miejscowości jest przystanek kolejowy Dąbrówka Wielkopolska.

## Historia
Miejscowość pierwotnie związana była z Wielkopolską. Ma metrykę średniowieczną i istnieje co najmniej od początku XV wieku. Wymieniona pierwszy raz w łacińskim dokumencie z 1406 jako Dambrowca, 1439 Dombrowka, 1453 Dambrowa, 1564 Dąmbrowka, 1944 Gross Dammer
Miejscowość leżała na granicy Wielkopolski i Dolnego Śląska oraz była własnością szlachecką. W 1482 należała do powiatu kosciańskiego Korony Królestwa Polskiego. Od 1510 była siedzibą własnej parafii, a wcześniej w 1453 leżała w parafii Chociszewo oraz w 1459 w parafii Kosiczyn.
W 1530 Dąbrówkę wymieniono przy okazji opisu granicy wielkopolsko-śląskiej, którą wyznaczał kopiec narożny u ujścia rzeki Samica, która płynęła od wsi i młyna Szczaniec i rozgraniczała wsie Dąbrówkę i Rogoziniec leżące w Koronie Królestwa Polskiego oraz Szczaniec znajdujący się w księstwie głogowskim. W 1561 odnotowana została sprzedaż w okolicy wsi. Abraham Zbąski sprzedał Jerzemu Kręskiemu bór w lesie Boleniny, w dziedzinie Dąbrówka, między Kosiczynem a Rogozińcem, przy granicy śląskiej.
Miejscowość była wsią szlachecką leżącą w dobrach zbąszyńskich. W latach 1406–27 we wsi znajdowała się własność szlachecka, która należała do Henryka Rakela de Low. W 1406 prowadził on spór sądowy z Tomisławem z Nieborzy o 16 sztuk bydła, a w 1415 toczył proces Nikelem Rakelem o 1/3 Dąbrówki. W 1418 toczył kolejny spór z Pietraszem Korzbokiem tenutariuszem babimojskim o zniszczenie łąki i lasu w Dąbrówce. W latach 20. XV wieku Henryk Rakel sprzedał Dąbrówkę Abrahamowi ze Zbąszynia. W 1459 roku jako właściciela dóbr wymienia się Stanisława ze Zbąszynia. W 1482 Piotr i Marcin bracia niedzielni ze Zbąszynia zapisali Janowi Latalskiemu plebanowi w Sławnie w powiecie gnieźnieńskim oraz altaryście w kościele parafialnych w Pobiedziskach 17 złotych węgierskich czynszu rocznego na wsiach Dąbrówka i Łomnica za 200 zł węgierskich z zastrzeżeniem prawa wykupu. W 1489 nastąpił podział dóbr pomiędzy Abrahamem, Marcinem i Piotrem Zbąskimi, w wyniku którego Piotr otrzymał m.in. Dąbrówkę. W 1563 miał miejsce pobór z 16 łanów, z 3 łanów sołtysa oraz z 1 łana karczmarza oraz od warki piwa. W 1564 we wsi odnotowano 15 łanów.
Niestety we wsi nie zachowała się stara kronika z XIV w. napisana po łacinie i po polsku przechowywana w miejscowym kościele św. Jakuba Apostoła, ponieważ wypożyczona została przez Uniwersytet Humboldtów w Berlinie i nigdy już do Dąbrówki nie powróciła.
Osada zbudowana na planie tzw. owalnicy z charakterystycznym placem wewnętrznym, zwanym nawsiem.
Mimo bezpośredniego sąsiedztwa z niemieckim obszarem etnicznym i procesów germanizacyjnych polska ludność autochtoniczna stanowiła zawsze większość mieszkańców zachowując polską mowę i obyczaje. W 1905 we wsi mieszkało 1.038 osób, w tym 90,1% Polaków oraz 9,7% Niemców. W początkach XIX wieku istniały tutaj dobra dominialne, które w 1823 roku zostały podzielone na część dworską i gminę wiejską. W latach 1856–1859 została zrealizowana budowa pałacu, którego inicjatorem był ówczesny właściciel majątku, barona Alberta Strein von Schwartzenau-Dammer. Baron był przedstawicielem starego rodu austriackiego, który w 1825 roku zakupił dominium w Dąbrówce Wielkopolskiej od hrabiego Garczyńskiego ze Zbąszynia. Autorem projektu pałacu był słynny niemiecki architekt Friedrich August Stüler.
W 1910 jako dominium Gross Dammer miejscowość należała do Bernharda von Britzke. Mimo protestów polskiej ludności w 1919 pozostała w granicach Rzeszy na mocy decyzji komisji międzyalianckiej. W latach 1815–1945 Dąbrówka Wielkopolska należała do powiatu międzyrzeckiego (Kreis Meseritz). W latach 1929–1939 we wsi działała polska szkoła, w której nauczało 3 nauczycieli, a uczyło się 140 dzieci. Szkoła po raz pierwszy wzmiankowana była w 1640. W miejscowości istniało także przedszkole polskie założone w 1935 roku z 70 dziećmi. W 1939 na 1.287 mieszkańców wsi Polaków było 986. We wsi w 1923 powstaje Polskie Towarzystwo Gimnastyczne Sokół założone przez Stanisława Mizernego, które posiadało męską i żeńską sekcję sportową. W miejscowości istniał także oddział regionalny Związku Polaków w Niemczech, Przysposobienie Rolnicze, Chór Polski oraz Kółko Rolnicze.
W 1934 roku utworzono stały obóz Arbeitdienstu. W 1935 miasto Lipsk rozpoczęło tuż przy Dąbrówce budowę osady niemieckiej pod nazwą Limbach, dla uczczenia SA-manna Limbacha, zabitego w walce nazistów z komunistami. Wg oceny niemieckiej gazety "Deutsche Allgemeine Zeitung" osada ta powstała w celu wzmocnienia żywiołu niemieckiego "muszącego ciężko walczyć na Pograniczu z mniejszością polską" W lipcu 1938 roku nastąpiło uroczyste poświęcenie 20 gospodarstw, wielkości 20 ha każde przeznaczonych dla niemieckich kolonistów - członków SA i SS.
Podczas wojny polskojęzyczna ludność Dąbrówki była przez Niemców wysiedlana i zsyłana do obozów koncentracyjnych, dotyczyło to szczególnie polskich działaczy społecznych i narodowych, np. Jana Budycha współorganizatora Banku ludowego i jednego z organizatorów polskiej szkoły w Dąbrówce Wielkopolskiej. Łącznie zginęło 12 osób.
W 1945 wieś została przyłączona do Polski, w 1946 oficjalnie zatwierdzono obecną nazwę. W uznaniu zasług w zachowaniu polskości wieś w 1973 została odznaczona Krzyżem Grunwaldu II klasy.
W latach 1945–1954 siedziba gminy Dąbrówka Wielkopolska. W latach 1954–1972 wieś należała i była siedzibą władz gromady Dąbrówka Wielkopolska. W latach 1975–1998 miejscowość administracyjnie należała do województwa zielonogórskiego.
Siedziba Parafii Niepokalanego Poczęcia Najświętszej Maryi Panny i św. Jakuba Apostoła. W szkole podstawowej znajduje się izba pamięci.

## Zabytki
Do wojewódzkiego rejestru zabytków wpisane są:
- kościół parafialny rzymskokatolicki pod wezwaniem Niepokalanego Poczęcia Najświętszej Maryi Panny i św. Jakuba Apostoła, wzniesiony w 1660 roku na miejscu drewnianego, zniszczonego wskutek pożaru. Po raz pierwszy świątynia w Dąbrówce była wzmiankowana w 1439 roku[6]. Obecny, podczas przebudowy w XVIII wieku, powiększono o kaplicę. Od południa i zachodu otrzymał kościół w latach 1978-1980 aneksy, dzięki czemu powiększyła się nawa. Tak uformowana przez stulecia świątynia jest jednonawową budowlą założoną na planie kwadratu z wyodrębnionym, zamkniętym półkoliście prezbiterium[14]. Zakrystia przylega do prezbiterium od północy, a do nawy kaplica. Zachodnia elewacja nawy oraz północna kaplicy są zwieńczone falistymi szczytami. Dach dwuspadowy posiadają korpus oraz kaplica, zaś wielospadowy prezbiterium. Wewnątrz kościoła nawę i prezbiterium nakrywają stropy, zakrystię sklepienie krzyżowe, a kaplicę żaglaste. Na jednej z elewacji wisi kamienna płyta upamiętniająca dąbrowieckiego proboszcza, księdza Ludwika Zimmermana, żyjącego w latach 1835-1887. Obok kościoła stoi drewniana dzwonnica z pierwszej połowy XIX wieku. Zbudowano ją na planie kwadratu i nakryto dachem namiotowym[14].
- zespół pałacowy:
  - Pałac w Dąbrówce Wielkopolskiej, neorenesansowy z lat 1856-1859. Wystrój i dekorację elewacji zmieniono w latach 1877-1878. Później znajdującą się na szerokim tarasie oranżerię łączącą pałac z parkiem rozebrano. Będący własnością Bernarda von Britzke w latach trzydziestych XX wieku pałac, stracił funkcję reprezentacyjną, co należy wiązać z parcelacją dominium w Dąbrówce[14]. Wkrótce po tym przeznaczono go na siedzibę schroniska młodzieżowego, a następnie szkoły. Budowla należąca do gminy Zbąszynek, po II wojnie światowej pełniła funkcję ośrodka kulturalnego i pozostała takim ośrodkiem do dziś. Dawna rezydencja znajduje się w centrum wsi z fasadą zwróconą w kierunku stawu. Jest murowaną, piętrową budowlą założoną na planie prostokąta i nakrytą dachem czterospadowym. W czterech narożach posiada umieszczone ortogonalne, czterokondygnacyjne wieże z ośmiospadowymi hełmami namiotowymi. Ryzality zwieńczone szczytami znajdują się w środku elewacji frontowej i tylnej (parkowej). Wejście główne z tarasem mieści się w ryzalicie fasady[14]. Powyżej, w szczycie ryzalitu tkwi herb rodziny von Schwartzenau. Elewacje ozdobione są gzymsami międzykondygnacyjnymi i koronującym oraz ceramicznymi filarami i kolumnami. Nie uległ przekształceniom układ wnętrz pałacowych, natomiast obiekt został pozbawiony wyposażenia. Wśród elementów historycznego wystroju warto zwrócić uwagę na reprezentacyjną klatkę schodową. Zachowały się w pomieszczeniach niezbyt bogate sztukaterie sklepień oraz sufitów, a także stolarka okienna wraz z okiennicami otwierającymi się do wewnątrz[14].
  - park, z połowy XIX wieku o powierzchni 1,6 ha[14].

## Sport
W miejscowości działa klub piłkarski „Sokół” Dąbrówka Wielkopolska założony w 1923 roku i występujący w klasie A (grupa: Zielona Góra I).

## Galeria

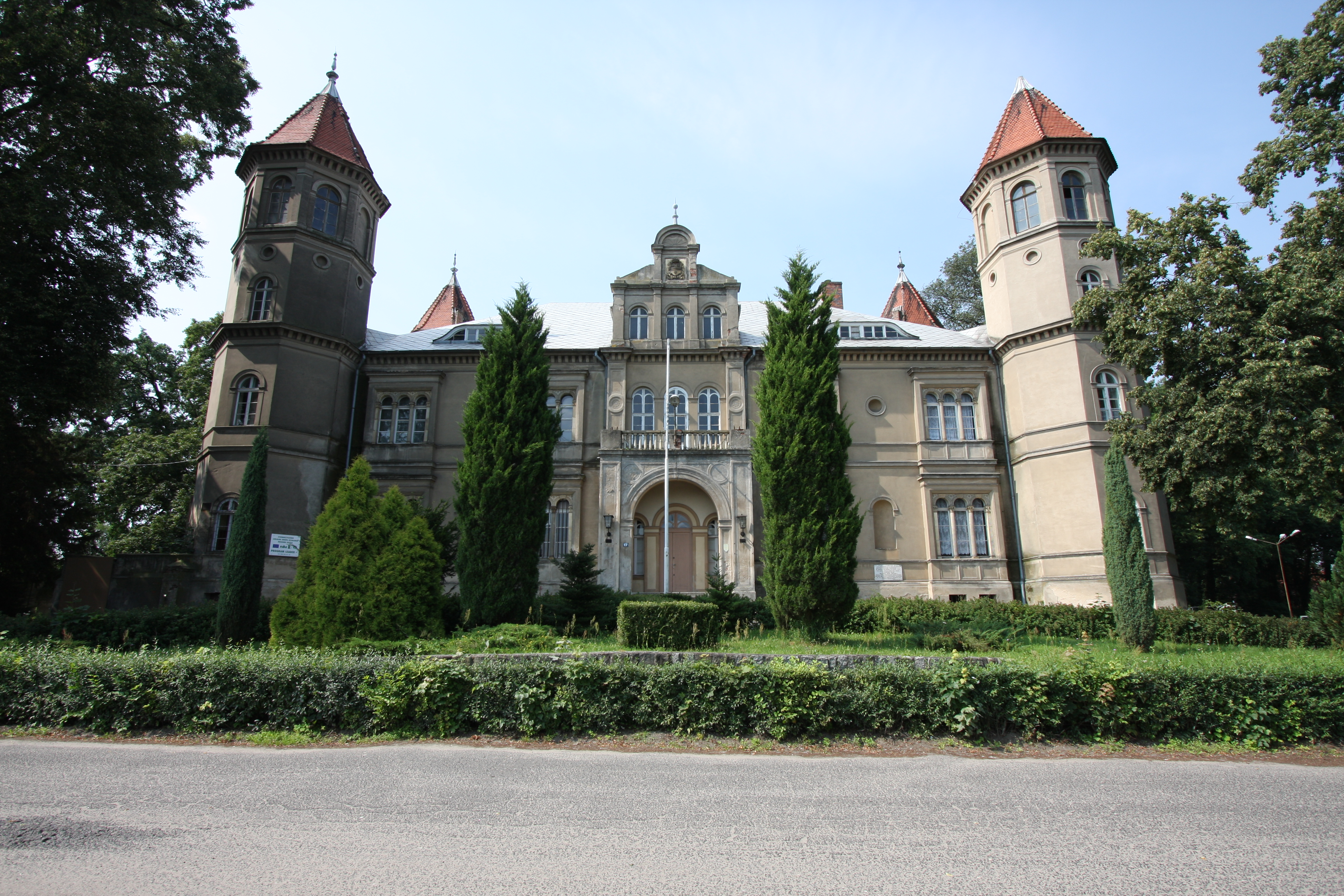
Pałac
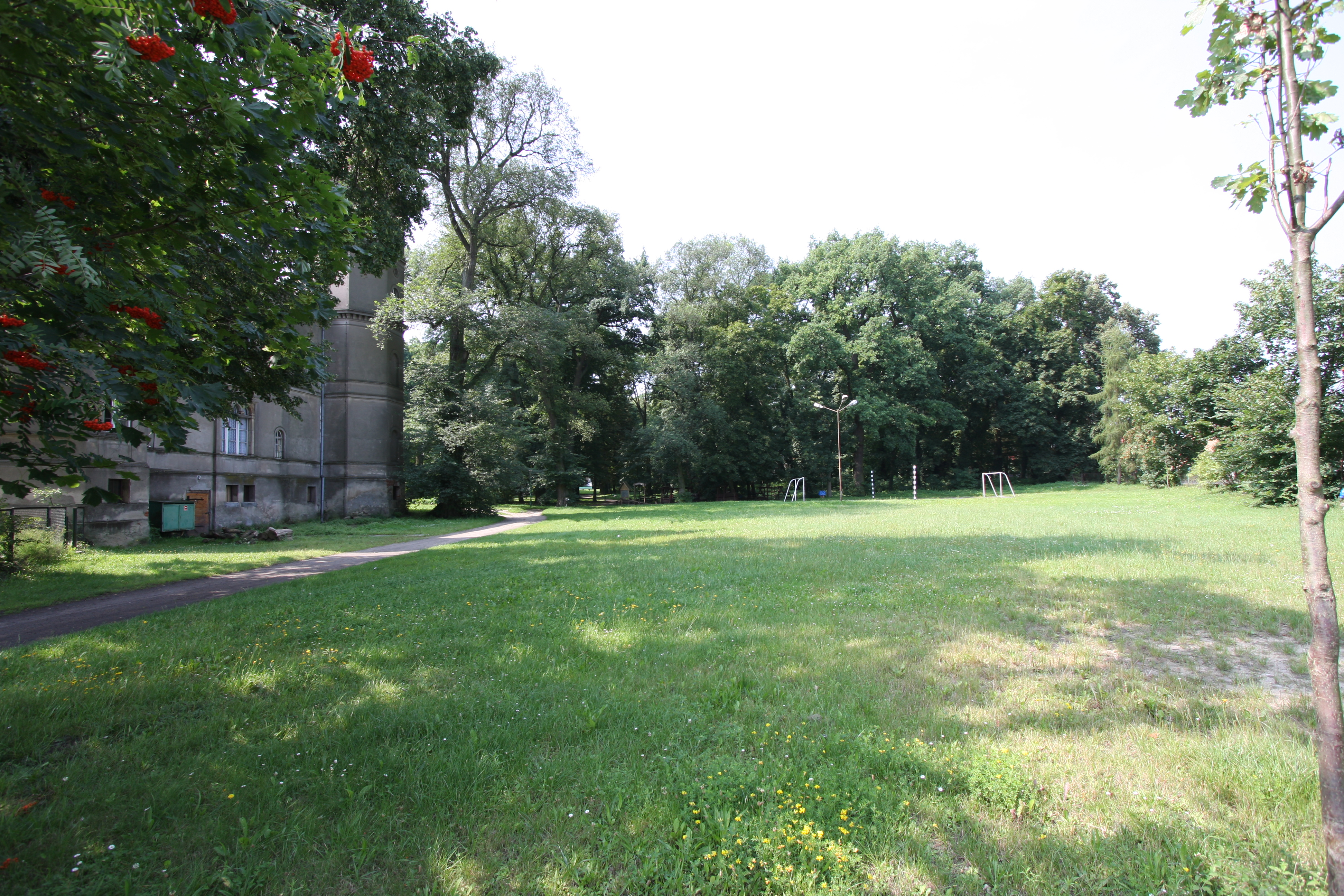
Park w zespole pałacowym
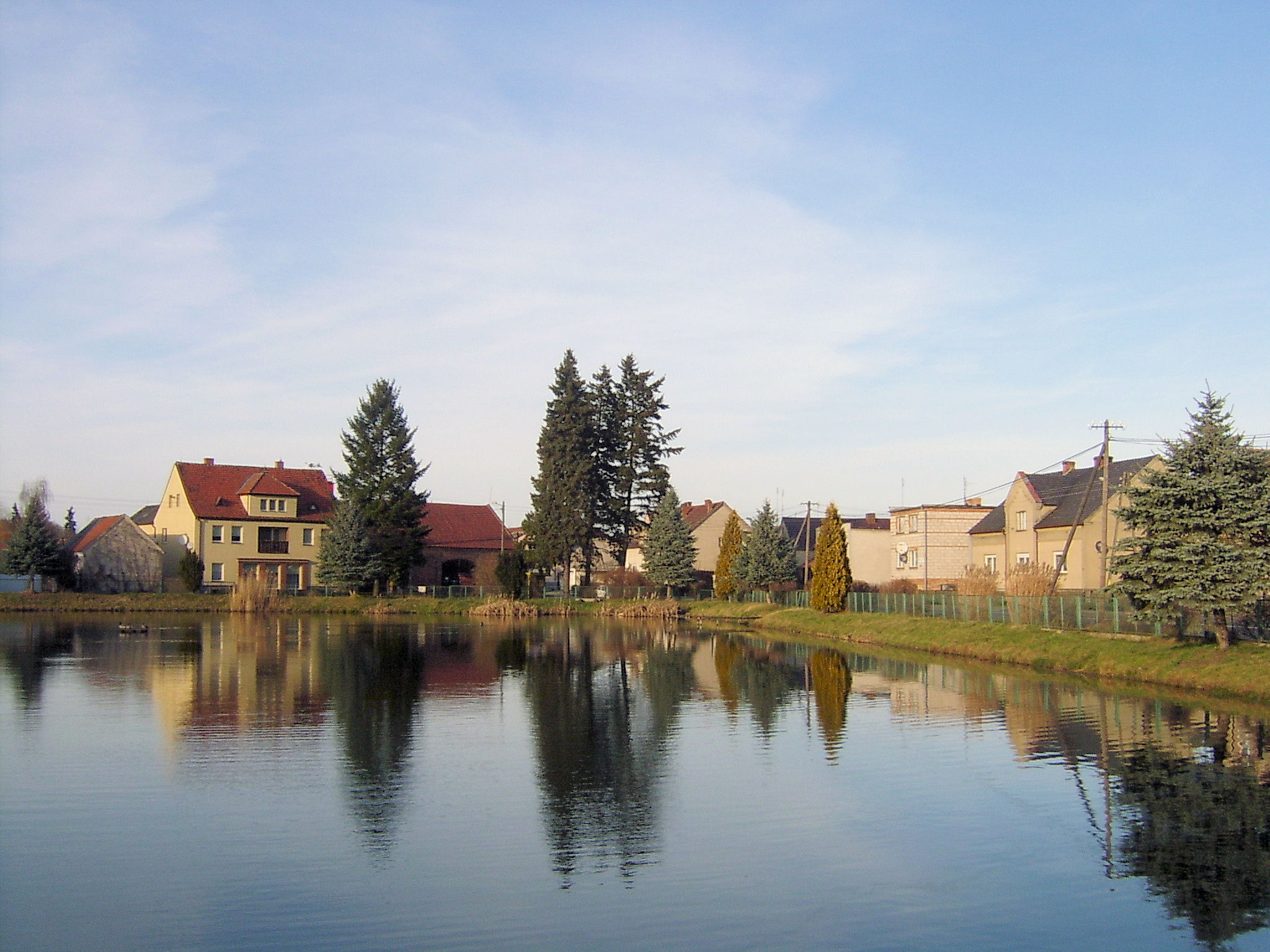
Staw w centrum wsi
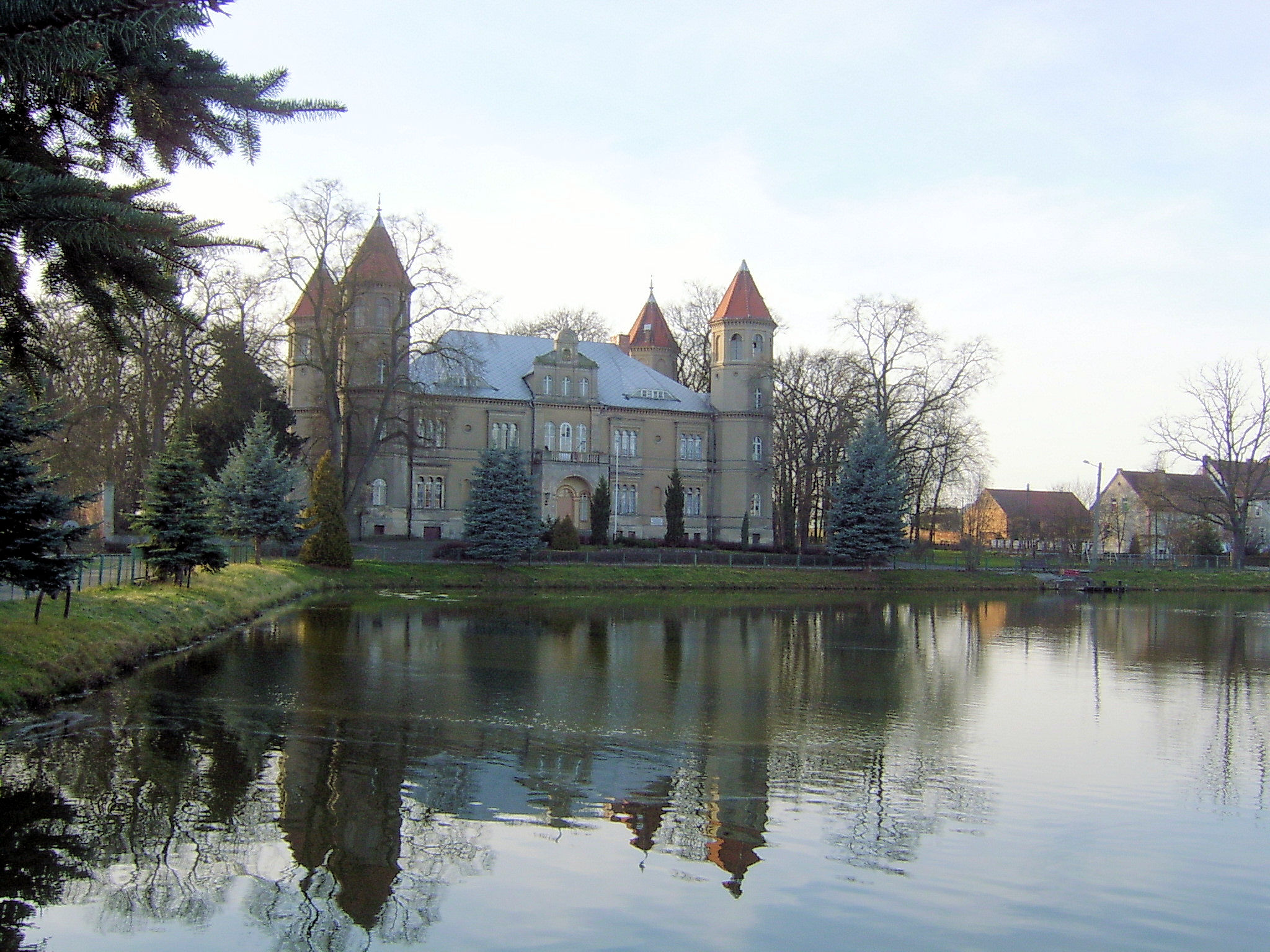
Neorenesansowy pałac
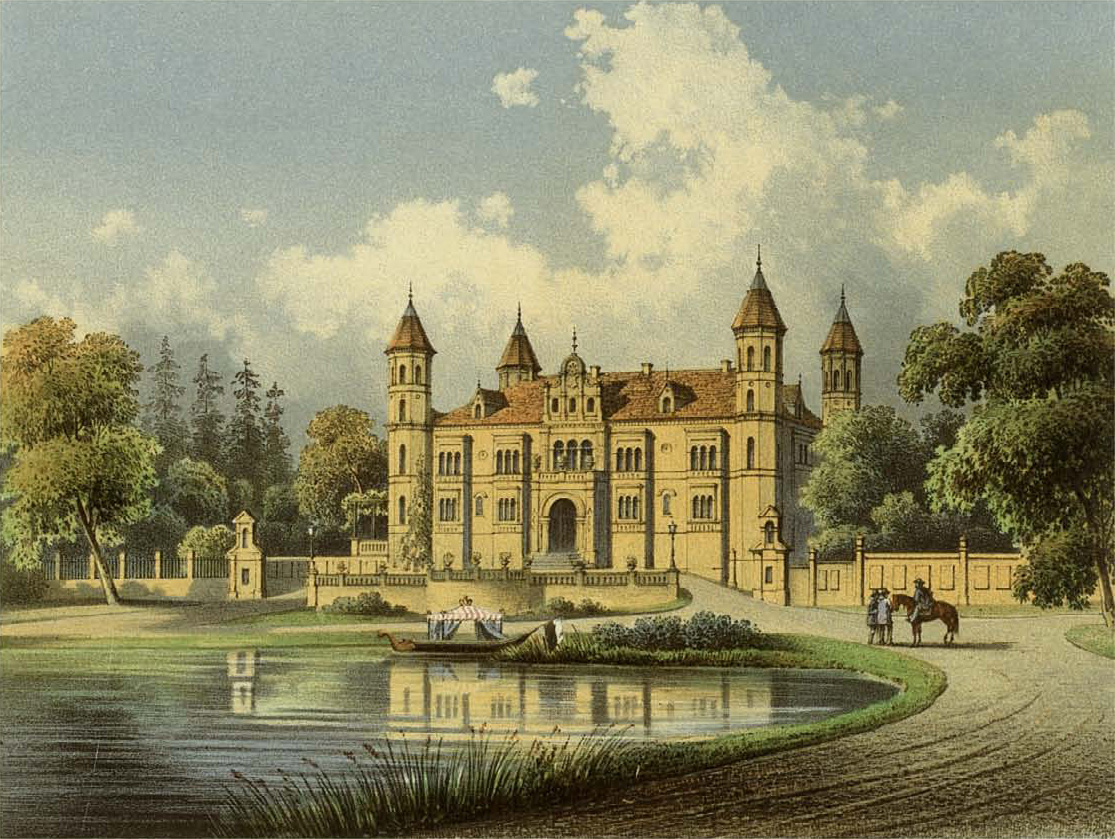
Pałac na ilustracji z 1858 r.
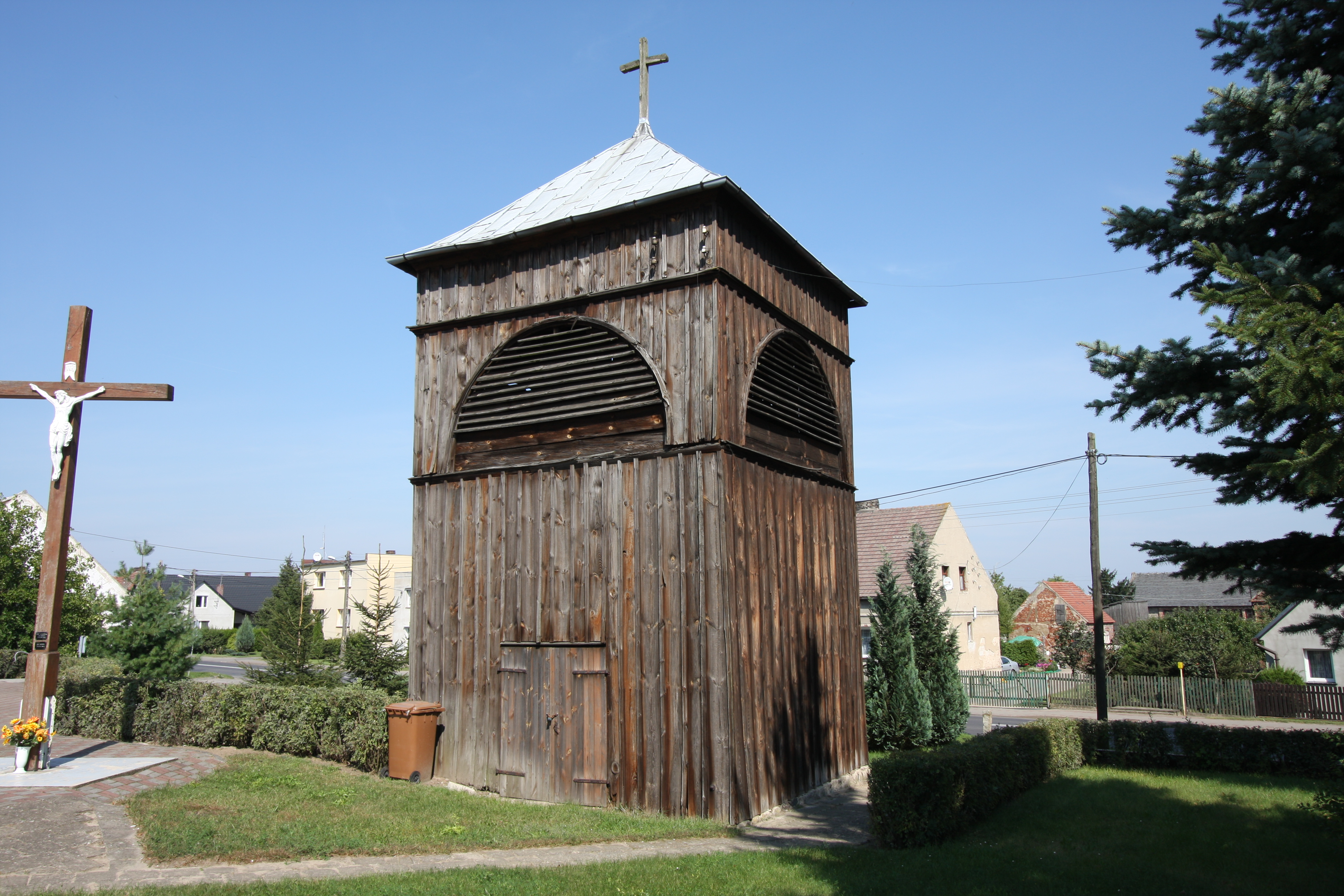
Dzwonnica przy kościele parafialnym
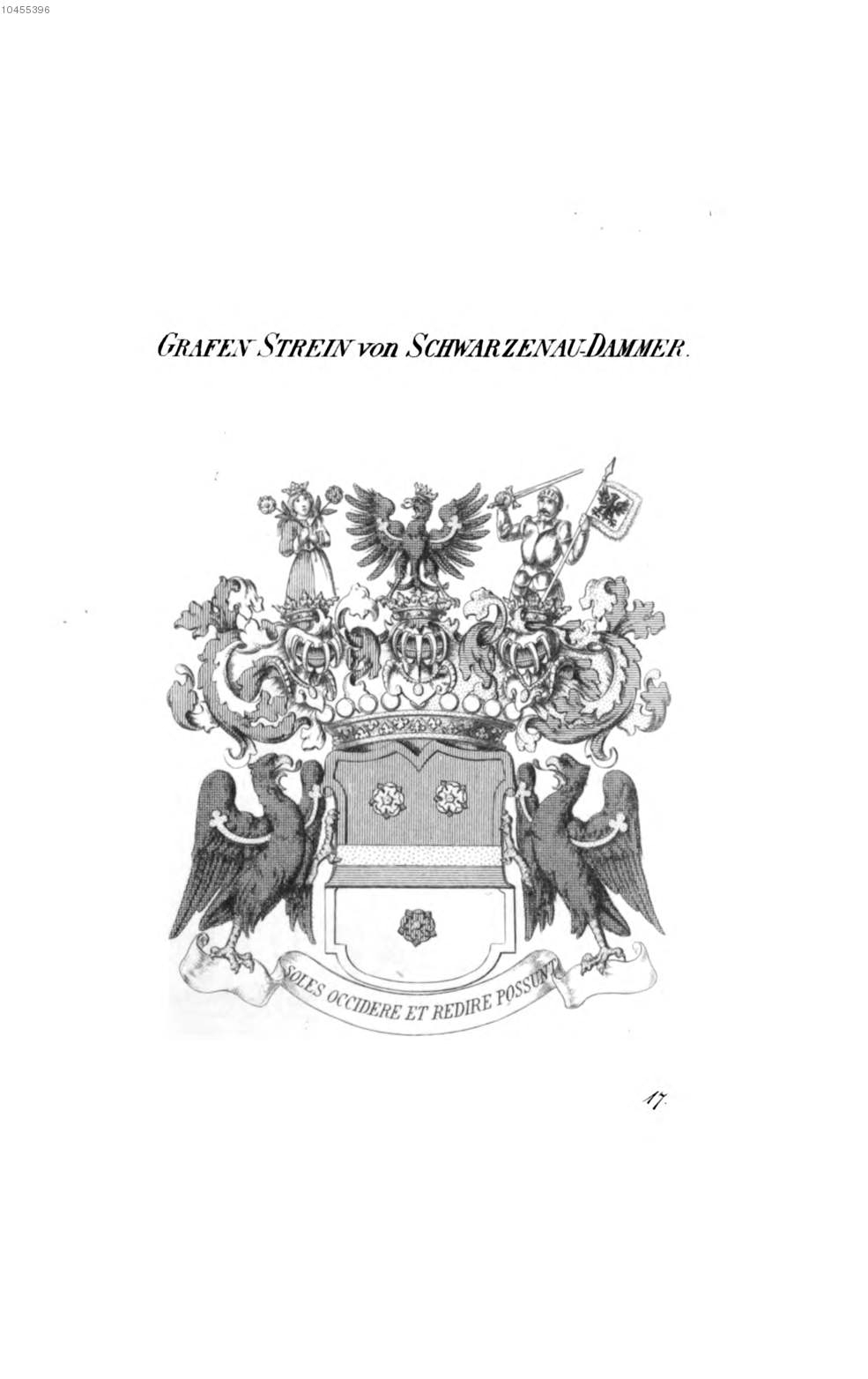
Herb von Schwarzenau